# نور محمد بازار
نور محمد بازار (بالفارسية: نور محمد بازار) هي قرية تقع في البلدة المركزية في إيران. يقدر عدد سكانها بـ 122 نسمة بحسب إحصاء 2016.